# La Longeville
La Longeville is een plaats en voormalige gemeente in het Franse departement Doubs in de regio Bourgogne-Franche-Comté en telt 488 inwoners (1999). De plaats maakt deel uit van het arrondissement Pontarlier.

## Geschiedenis
La Longeville is op 1 januari 2025 gefuseerd met de gemeenten Hauterive-la-Fresse, Montbenoît, Montflovin en Ville-du-Pont tot de gemeente Pays-de-Montbenoît.

## Geografie
De oppervlakte van La Longeville bedraagt 15,4 km², de bevolkingsdichtheid is 31,7 inwoners per km².

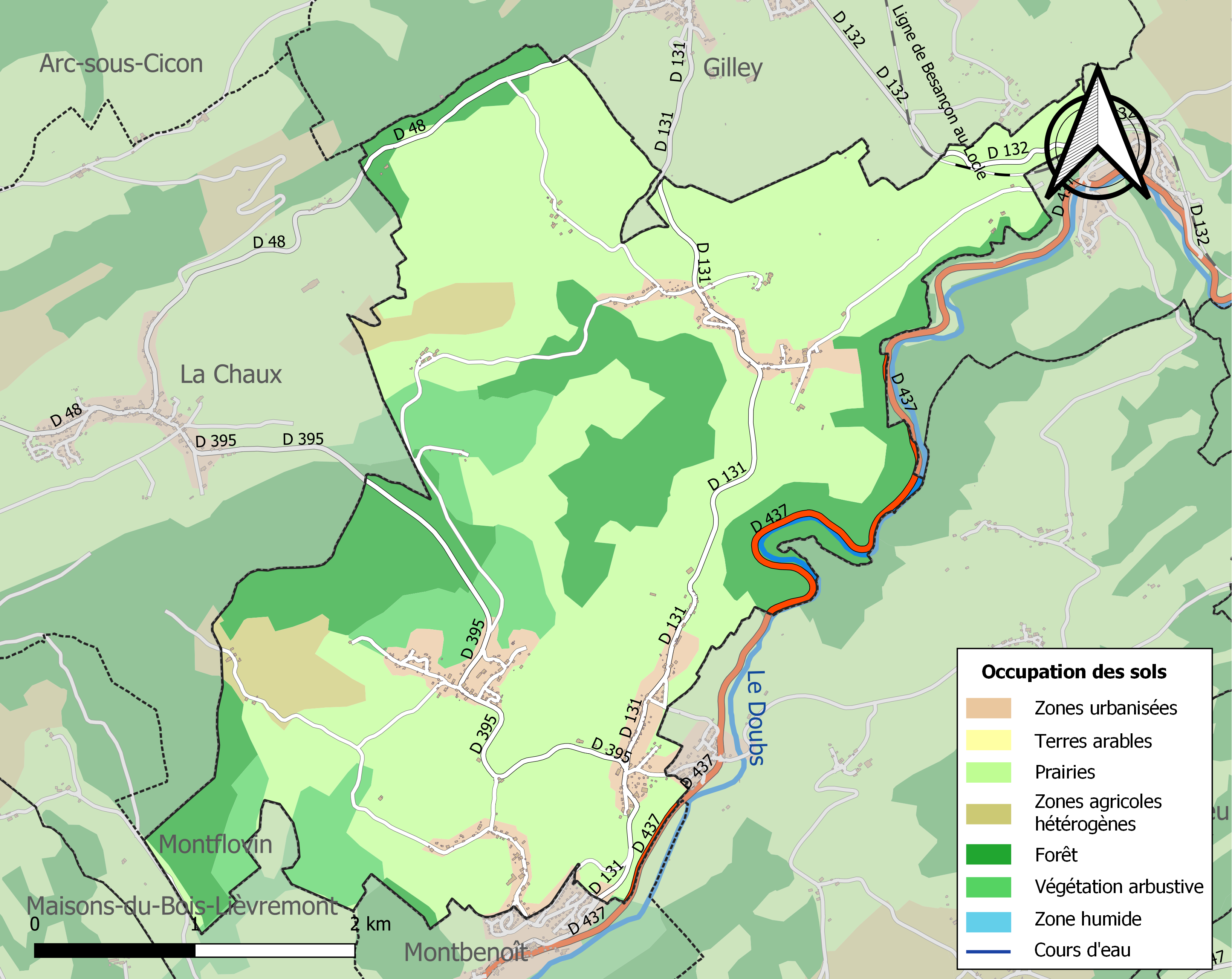
Kaart van de belangrijkste infrastructuur, bodemgebruik en omliggende gemeenten

## Demografie
Onderstaande figuur toont het verloop van het inwonertal.
Hauterive-la-Fresse · La Longeville · Montbenoît · Montflovin · Ville-du-Pont